# Wahl zur Verfassunggebenden Versammlung Libyens 2014
Am 20. Februar 2014 wurde in Libyen eine Verfassungsgebende Versammlung gewählt.
Im Juli 2012 war ein Übergangsparlament mit einer Amtszeit von 18 Monaten gewählt worden. Dieses sollte für Februar 2014 eine Wahl zur Verfassungsgebenden Versammlung organisieren. Anfang Februar verlängerte das Übergangsparlament jedoch seine Amtszeit bis Dezember.
Dann aber folgte das Parlament der Forderung zweier ehemaliger Revolutionsbrigaden; die Wahl fand am 20. Februar 2014 statt.

## Boykottankündigung von ethnischen Minderheiten
Die nationale Versammlung der Tebu sowie der Gemeinschaft der Amazigh (Berber) kündigten an, die Wahl zu boykottieren, obwohl 14 Tebu-Bewerber als Kandidaten registriert waren.

## Putschversuch
Einen Tag vor der Wahl zur Verfassunggebenden Versammlung wollten Revolutionäre das Übergangsparlament zur Auflösung zwingen. Zwei ehemalige Revolutionsbrigaden forderten das Interimsparlament auf, sich aufzulösen. Andernfalls würden sie Abgeordnete als Geiseln nehmen. Ministerpräsident Ali Seidan fand einen Kompromiss mit den umstrittenen „Revolutionären“. Diese waren bereit, den Abgeordneten weitere 72 Stunden Zeit zu geben. Das Staatsoberhaupt des Landes, Parlamentspräsident Nuri Busahmein, warnte vor einem „Staatsstreich gegen die legitimen Einrichtungen des Landes.“ Die Armee sagte zu, das Parlament zu verteidigen.

## Modalitäten
Um die 60 Sitze in der Verfassunggebenden Versammlung bewarben sich etwa 650 Kandidaten. Frauen, die drei historischen Regionen Libyens (Kyrenaika, Fessan, Tripolitanien) und ethnische Minderheiten sollten über Quoten angemessen vertreten sein. Berber-Vertreter kündigten einen Wahlboykott an, weil sie sich mit zwei vorgesehenen Sitzen nicht ausreichend repräsentiert fühlten.
Die italienische Libyen-Kennerin Claudia Gazzini sah in politischen Diskussionen einen Trend dahin, die Verfassung aus der Zeit vor Muammar al-Gaddafi, also vor 1969, als Basis für eine neue Rechtsordnung zu nehmen. Damals bestand das Königreich Libyen unter König Idris.

## Ergebnis
1,1 Millionen der 3,3 Millionen Wahlberechtigten ließen sich registrieren, um an der Wahl teilnehmen zu können. Nur knapp eine halbe Million Libyer (15 % der Wahlberechtigten) gingen tatsächlich zur Wahl; viele wählten aus Angst vor Milizen und Islamisten oder aus anderen Gründen nicht. Die offizielle Wahlbeteiligung betrug somit 45 %.